# 奇卡拉紹洛安加

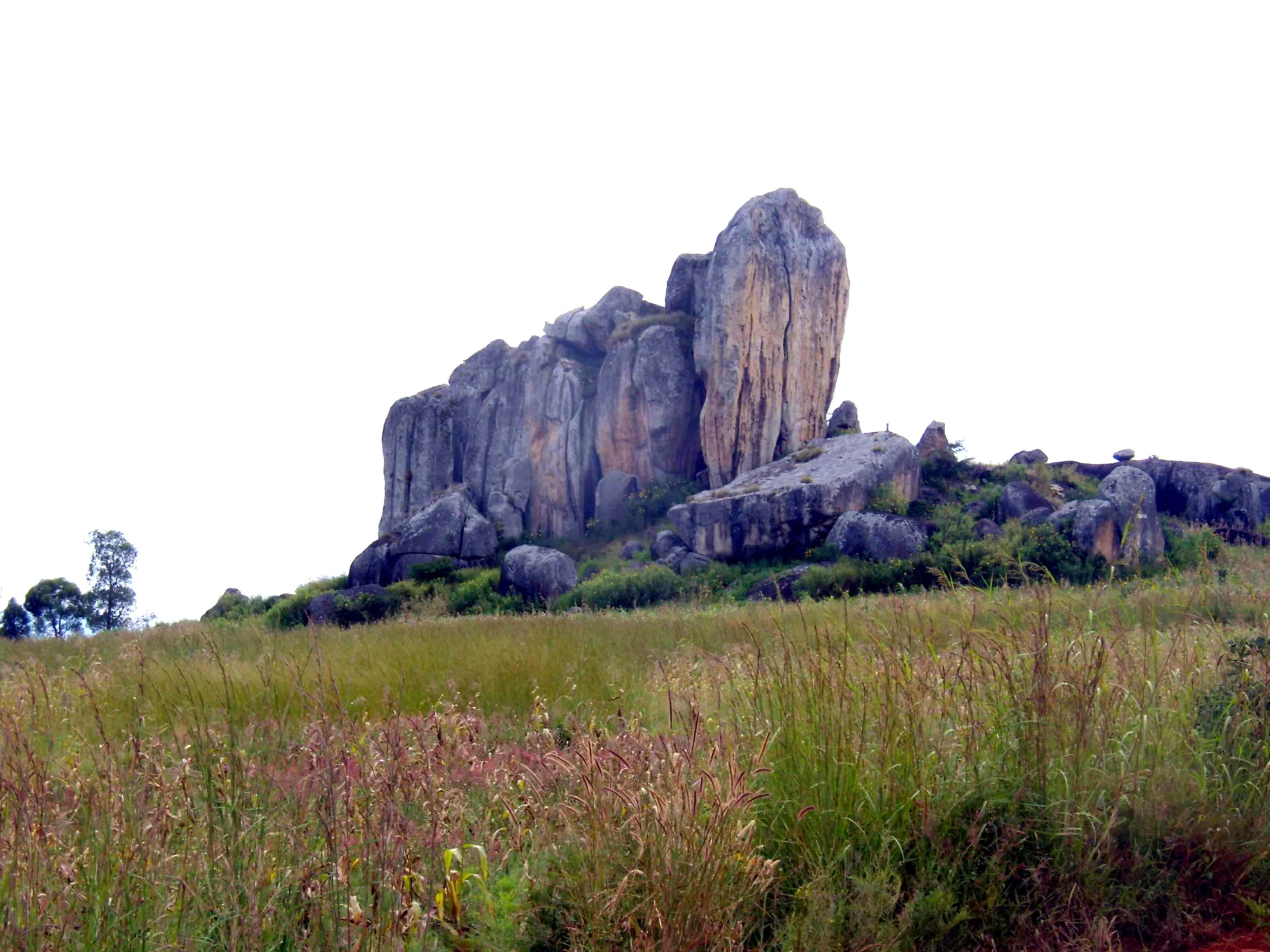
奇卡拉紹洛安加的地標之一

12°46′8″S 15°27′41″E / 12.76889°S 15.46139°E
奇卡拉紹洛安加（葡萄牙語：Chicala-Choloanga），是個位於安哥拉中部的城鎮，由萬博省負責管轄，處於萬博以東，面積4,380平方公里，2006年人口114,597，人口密度每平方公里26人。